# Sarcopygme
Sarcopygme  es un género con cinco especies de plantas con flores perteneciente a la familia de las rubiáceas.
Es nativo de Samoa.

## Taxonomía
El género fue descrito por Setch. & Christoph. y publicado en Occasional Papers of the Bernice Pauahi Bishop Museum pf Polynesian Ethology and Natural History 11(5): 4. 1935. La especie tipo es: Sarcopygme pacifica (Reinecke) Setch. & Christoph. 

## Especies
- Sarcopygme intermedia Setch. & Christoph. (1938).
- Sarcopygme mayorii (Setch.) Setch. & Christoph. (1935).
- Sarcopygme multinervis Setch. & Christoph. (1938).
- Sarcopygme pacifica (Reinecke) Setch. & Christoph. (1935).
- Sarcopygme ramosa (Lauterb.) Setch. & Christoph. (1935).